# キエヴランの戦い (1793年)

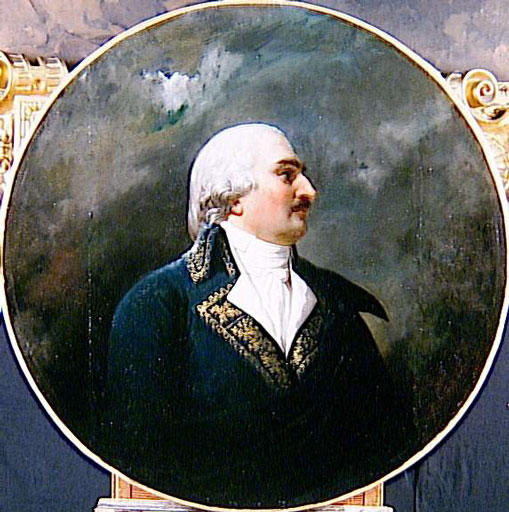
オーギュスト・マリー・アンリ・ピコー・ド・ダンピエール

キエヴランの戦い（キエヴランのたたかい、フランス語: Bataille de Quiévrain）はフランス革命戦争中の1793年5月1日、オーストリア領ネーデルラントのキエヴランで行われた戦闘。

## 背景
シャルル・フランソワ・デュムーリエがネーデルラント連邦共和国に侵攻していたとき、オラニエ＝ナッサウ公子ウィレム・フレデリックはフリードリヒ・ヨシアス・フォン・ザクセン＝コーブルク＝ザールフェルトなどの軍部とともにフランクフルト・アム・マインで対仏作戦を討議していた。1793年3月2日、ウィレム・フレデリックはデン・ハーグに戻ってオランダ軍を指揮、彼の弟ヘオルヘ・フレデリックはホルクム近くで軍を集結させた。デュムーリエがオランダに残したフランス軍は脅威を感じてブレダやヘールトラウデンベルフに撤退したが、やがて降伏を余儀なくされ、両要塞をウィレム・フレデリックに引き渡した。
コーブルク公、ウィレム・フレデリック、イギリスのヨーク・オールバニ公フレデリックら第一次対仏大同盟軍の首脳部はアントウェルペンで参謀会議を開き、戦場をフランスに移すこと、国境地帯の要塞の包囲、ヨーク公がダンケルクを包囲して領有することを決定した。

## 両軍の情勢
オーストリア領ネーデルラントとライン川流域にいた同盟軍はコーブルク公率いるオーストリア軍5万とヘッセン兵8千、ウィレム・フレデリック率いるオランダ軍1万5千、ヨーク公率いるイギリスとハノーファー兵2万5千、ホーエンローエ＝インゲルフィンゲン侯率いる、ルクセンブルク、ナミュールなどの要塞の駐留軍である神聖ローマ帝国軍1万5千、ブラウンシュヴァイク公率いる、ライン川流域を行軍していたプロイセン、オーストリア、ザクセン、バイエルン、フランス亡命軍の混成軍8万人だった。
同盟軍はウィーンから送られた大砲180門、オランダの大砲100門、さらに臼砲93門を有しており、要塞への砲撃の用意を整えた。

## 戦闘
オランダ軍とイギリス軍が到着すると、同盟軍はフランス国境線を越えてコンデを包囲した。同盟軍は伝統的な戦術を使い、（要塞を無視して一点突破でパリに進軍するのではなく）軍を分散させて要塞を包囲、砲撃した。
フランス軍は後にこの新しい戦術で勝利を収めることとなる。デュムーリエの後を継いだオーギュスト・マリー・アンリ・ピコー・ド・ダンピエール将軍は自軍の多くをファマールの平原に集中させ、残りをヴァランシエンヌを見下ろせるアンザンの山上に配置した。ダンピエールはこれらの大軍で同盟軍を撃破してコンデの包囲を解こうとした。1793年5月1日、フランス軍は出撃してキエヴランに軍営を構えていた同盟軍を攻撃、激しい戦闘になったが多大な損害を出して撃退された。フランソワ・セバスチャン・シャルル・ジョゼフ・ド・クロワが代わってアンザンの陣地を奪取して自軍の陣地とした。